# Jackita
Jacqueline Acosta Lera, conocida como Jackita, es una cantante argentina del género Cumbia Base.

## Biografía
Jacqueline Acosta Lera nació el 5 de marzo de 1988 en el Hospital Materno Infantil “Ramón Sardá” de la Ciudad de Buenos Aires, Argentina. Pasó su infancia en el barrio porteño de San Cristóbal.
Estudió primaria en la escuela Carlos Pellegrini hasta el tercer grado y desde el cuarto al séptimo grado en el Instituto Inmaculada Concepción. Continuó sus estudios en el Colegio Nuestra Señora del Huerto. Al terminar sus estudios de secundaria hizo un curso de instrumentación quirúrgica en el Complejo Médico Policial "Churruca-Visca". Finalmente realizó una licenciatura en Turismo hasta el tercer año en la Universidad Abierta Interamericana.
Instructora certificada por la kukkiwon de Corea en Taekwondo, donde es cinturón negro por la Federación Mundial de Taekwondo. Entre algunos de sus logros en este deporte, salió campeona Sudamericana tres veces en poomse y luchas en distintas categorías hasta 55 y 58 kg, donde además fue elegida Miss Taekwondo Sudamericana 2004. la única de Argentina, hasta el momento. Actualmente se conecta con el deporte, a través de Fútbol femenino, ya que tiene su propia escuela, en Capital Federal, llamada como su frase célebre #VamosLasPibasFc.
Además de su carrera musical
Jackita es predicadora y lidera una casa de Paz , su ministerio #ManaDeVida esta en crecimiento, es invitada a distintos lugares a llevar la Palabra de Dios a quienes más lo necesitan y a contar su testimonio que bendice a miles de personas a través de las redes sociales.
También tiene una fundación nombrada Maná de Vida, donde ayudan a personas en situación de calle, llevándole comida y vestimenta y un mensaje de esperanza  a los más necesitados. 
Jackita a nivel profesional también tiene negocios aparte de la música
La Barberia los Elegidos con 2 sucursales y Su Marca de Ropa Con showroom en Avellaneda "Worship indumentaria " entre otros ...

## Carrera
La oportunidad se le empezó a dar cuando arrancó en su grupo de barrio.  A mediados de 2009  la contrataron para salir como cantante solista, con un ritmo y temática distinta a lo que se venía escuchando, al grupo se le dio por llamar "Jackita La Zorra". por la serie del Zorro por justiciero, ya que su grupo tiene canciones a favor del género femenino, saliendo a hacer "justicia" por las mujeres en un género musical muy machista. Luego dejó de usar el nombre #La zorra porque le dejó de pertenecer la marca comercial. Actualmente y desde 2010 es Jackita.  En el 2016 tuvo un accidente durante una de sus giras en Salta y Jujuy, que casi le cuesta la vida, por la cual sufrió un desprendiemiento maxilo-facial y tuvo que ser intervenida de urgencia, recibiendo 40 puntos en el labio y cara. Tras unos meses por lo cual se vio imposibilitada a cantar, vuelve a los escenario. Ha editado 11 discos, de los cuales tres de ellos recibieron nominaciones a los premios Gardel (2013, 2015, 2019). En 2019 fue elegida por la mega compañía Spotify como la cantante de cumbia elegida para toda Latinoamérica en diferentes campañas las cuales comparte con grandes estrellas como Thalía, Mon Laferte, Lali, etc., y en el género tropical junto a Pablito Lescano y el Polaco. Con una fuerte publicidad gráfica, en calles, subtes, colectivos y de forma digital.
2023 Jackita tras un descanso de 10 meses que se dedicó a su vida personal y espiritual, retoma la agenda musical y vuelve a estar de gira por todo el país y otros Países. Grabando, produciendo música nueva y videoclips.
En 2024 fundó su propia Productora : " La Jefa Producciones " con la cual maneja su carrera en Argentina y el mundo. Para contrataciones Directas de Jackita el número es 00549 1154721977.  
Fue invitada de Un Poco de Ruido el programa Streaming del momento en varias zapadas y presentaciones como lo llaman ellos con un éxito rotundo y la felicidad de mucha gente de volver a ver a Jackita en Su mejor momento. 
Cerro El año 2024 con una agenda llena de shows y finalizando en El Movistar Arena donde se vivieron momentos emocionantes para la artista.
La Jefa Producciones también se estableció como productora en Uruguay donde no solo representa la carrera artística de Jackita sino también la de Marito y La Silver Chance y programación de otros artistas. 
2025 sigue estrenando nuevos videos clips y canciones y estará estrenando su propio programa Streaming.
Con giras para todo el país y Uruguay. 

## Discografía
- 2010: "Las pibas tomamos el control"
- 2010: "Jackita % Marito" - Disco infantil - EL ADRI MUSIC - Disco solo para internet.
- 2010: "Remix Vol. 2" - DISTRIBUIDORA LEF
- 2011: "Vamos Las pibas"
- 2012: "La única" - GARRA RÉCORDS. Nominado a los premios Gardel 2013
- 2013: "Llegó la cumbia de las Pibas" - GARRA RÉCORDS
- 2014: "Cumbiera no se hace, cumbiera se nace" - GARRA RÉCORDS Nominado a los premios Gardel 2015
- 2015: "El sueño de La Piba" - MAGENTA DISCOS
- 2016: "Grandes Éxitos" #YoSoy
- 2018: #ATR - Magenta Discos.
- 2019 #11 Magenta
- 2019 #especialPasion
- 2020 En proceso
- 2021 Solo los fuertes vencen
- 2022 Haz todo nuevo
- 2023 Cumbia de Barrio
- 2024 Jackita En Vivo desde el Teatro.

## Premios

### Premios Gardel
- 2013: Mejor álbum artista femenina tropical por La única - [7]
- 2015: Mejor álbum artista femenina tropical por Cumbiera no se hace, cumbiera se nace - [8]
- 2019 : mejor álbum artista femenina tropical- por #ATR .- Nominación.
- 2020 : Mejor álbum artista femenina tropical- por #11